# Публіцистичний переклад
Публіцистичний переклад - це тип перекладу,  використовується в засобах масової інформації. Дослідження публіцистичного перекладу, відоме як переклад новин - це новий напрям дослідження в галузі перекладознавства.Перше дослідження  було проведено в середині 2000-х років, але переклади почали з'являтися в газетах ще в 17 столітті.

## Застосування
Перші новини поширювалися в рукописній формі, невелика частина яких, збереглася до наших днів. Перші «газети» називалися <i id="mwEA">avvisi</i>, слово італійського походження.  Переклад був і залишається невід’ємною частиною журналістики, завдяки якому, громадськості відомо про важливі події у світі. Наприклад, під час Першої та Другої світової війни публіцистичний переклад був способом інформування людей про військові операції в Європі та на Близькому Сході . 

## Публіцистичний переклад військових подій в Англії, 17 століття
Першими перекладами газет в Англії були переклади з латинської, німецької та французької мов .  Газета Corante - це  переклад текстів, опублікований  в країнах Європи, схожий на голландські газети, оскільки вони здебільшого виходили в Амстердамі, Алкмарі та Гаазі. Існує думка, що це перша газета, надрукована в Англії. 

### Лондонська газета
Наприкінці 17 століття The London Gazette публікувала новини про війни в Іспанії, а також про шлюб королеви Іспанії .  Наприклад, у 1693 році, в газеті було опубліковано  репортаж про Бій у Неєрвіндена та Фландрії, в якому йшлося про  трагічні долі людей, втрачених на війні. 
У 1698 і 1699 роках The London Gazette публікувала інформацію  про папістів ; (розбіжність між імператором і Папою в 1698 р. і призначення Великого інквізитора в Іспанії в 1699 р.). 

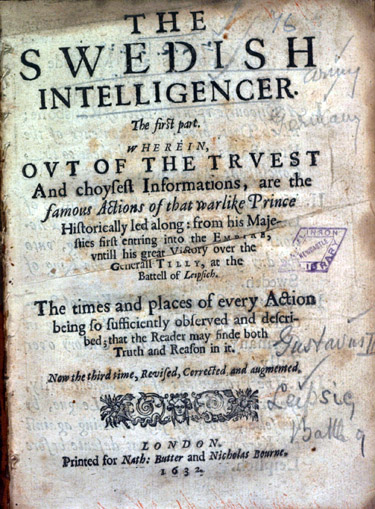
Підтвердження існування публіцистичного перекладу

### Шведський розвідник
Іншим прикладом публіцистичного перекладу стала газета The Swedish Intelligencer, написана Вільямом Вотсом. Стаття, опублікована в Лондоні між 1632 і 1633 роками, посилається на джерела перекладу. Наприклад, автор новин чітко визнав свої джерела інформації, які були здебільшого походили з Голландії. Відомо, що для того, щоб заощадити кошти на виробництві, тексти перекладали невелика кількість редакторів.

### Інші приклади
Деякі з перекладачів континентальних памфлетів були релігійними біженцями, які прибули переважно з Франції. Перекладачами були французькі гугеноти, які втікали  від переслідувань. 
11 березня 1702 року перший номер The Daily Courant складався з перекладів однієї французької газети з двома голландськими газетами.  Зміст текстів чітко зображувався як антикатолицький . 